# 진주 청곡사 목조제석천·대범천의상
진주 청곡사 목조 제석천·대범천의상(晋州靑谷寺木造帝釋天·大梵天倚像)은 대한민국 경상남도 진주시 금산면, 청곡사에 있는 조선시대의 불상이다. 2구(軀) 목재(적송) 총높이는 210cm, 어깨폭은 70cm이다. 1995년 12월 4일 대한민국의 보물 제1232호로 지정되었다.

## 개요
제석천과 대범천은 원래 브라만 또는 힌두교의 신상(神像)이었으나, 대승불교 이후 불법을 지키는 신상이라 여겨 사천왕상 등과 더불어 불교미술에 있어 중요한 위치를 차지해 왔다. 『삼국유사』에 의하면 조각상이 아닌 그림으로 그려졌다고 전하며, 조선시대 탱화에서 주로 예를 찾아볼 수 있으나 조각상으로는 청곡사의 것이 유일하다.
사천왕상이 위엄을 나타내는 무서운 인상임에 비해 제석·대범천상은 보살상같은 자비로운 인상이다. 탱화의 경우 보살은 양손에 물건을 들고 그 기능을 상징적으로 표현한 것과 얼굴이 금색인데 비해, 제석천과 대범천은 두 손을 합장한 경우가 많고 얼굴에 호분으로 흰색을 칠하고 있다.
청곡사의 것은 탱화의 일반적인 특징과는 다르게 입체감을 나타낸다. 양 손은 합장이 아니며 옷주름도 보통 탱화의 것과는 다르다. 회화로서는 조선 후기 불교그림에서 흔히 찾을 수 있지만, 홀로 있거나 새겨져 있는 것은 청곡사의 것이 처음이다.
조각기법은 조선 후기 양식을 따르고 있으며, 중국이나 일본에서 만든 것과는 현저한 차이를 보여 한국의 양식적 특징을 잘 나타내고 있다.

## 사진

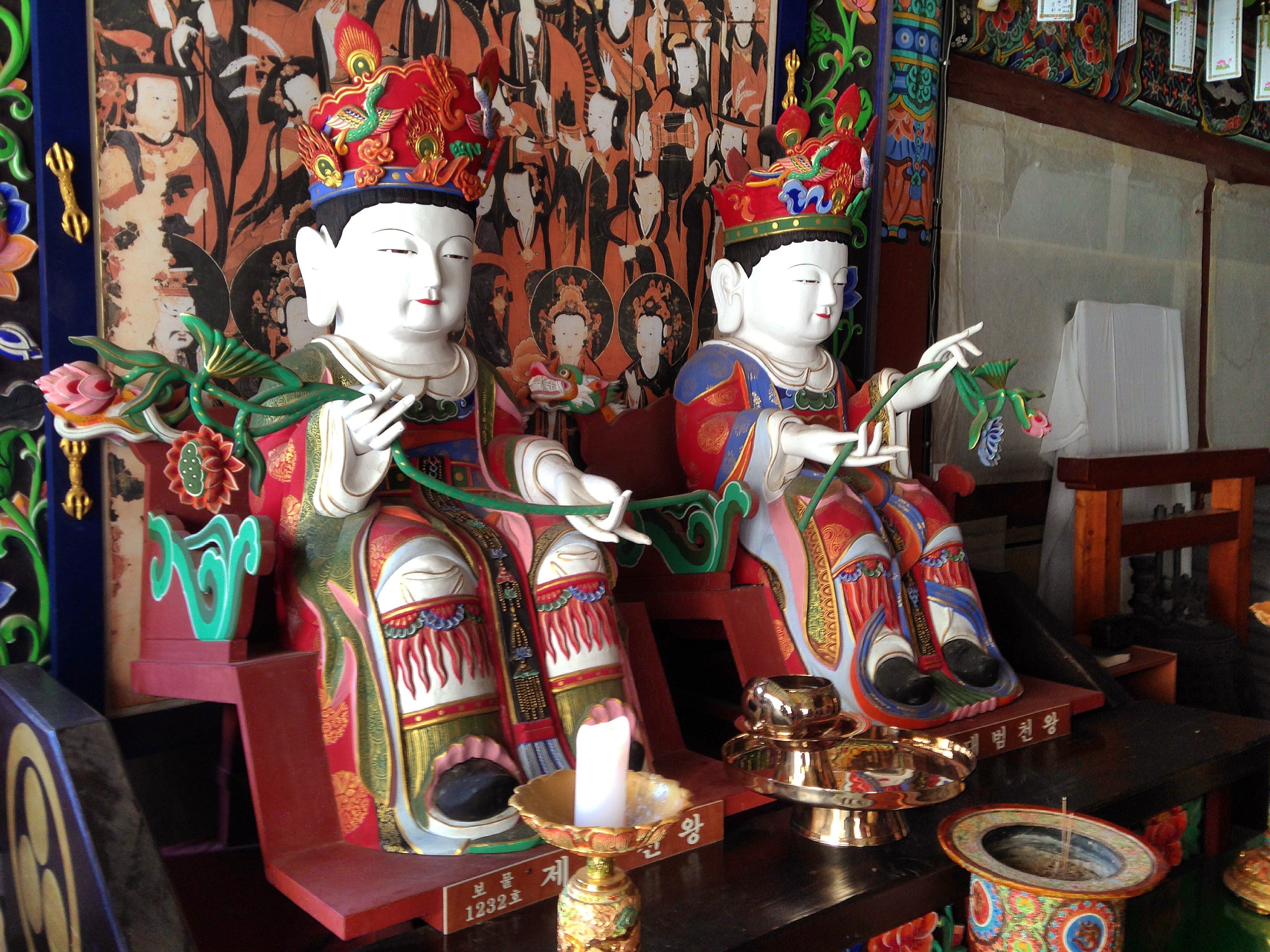
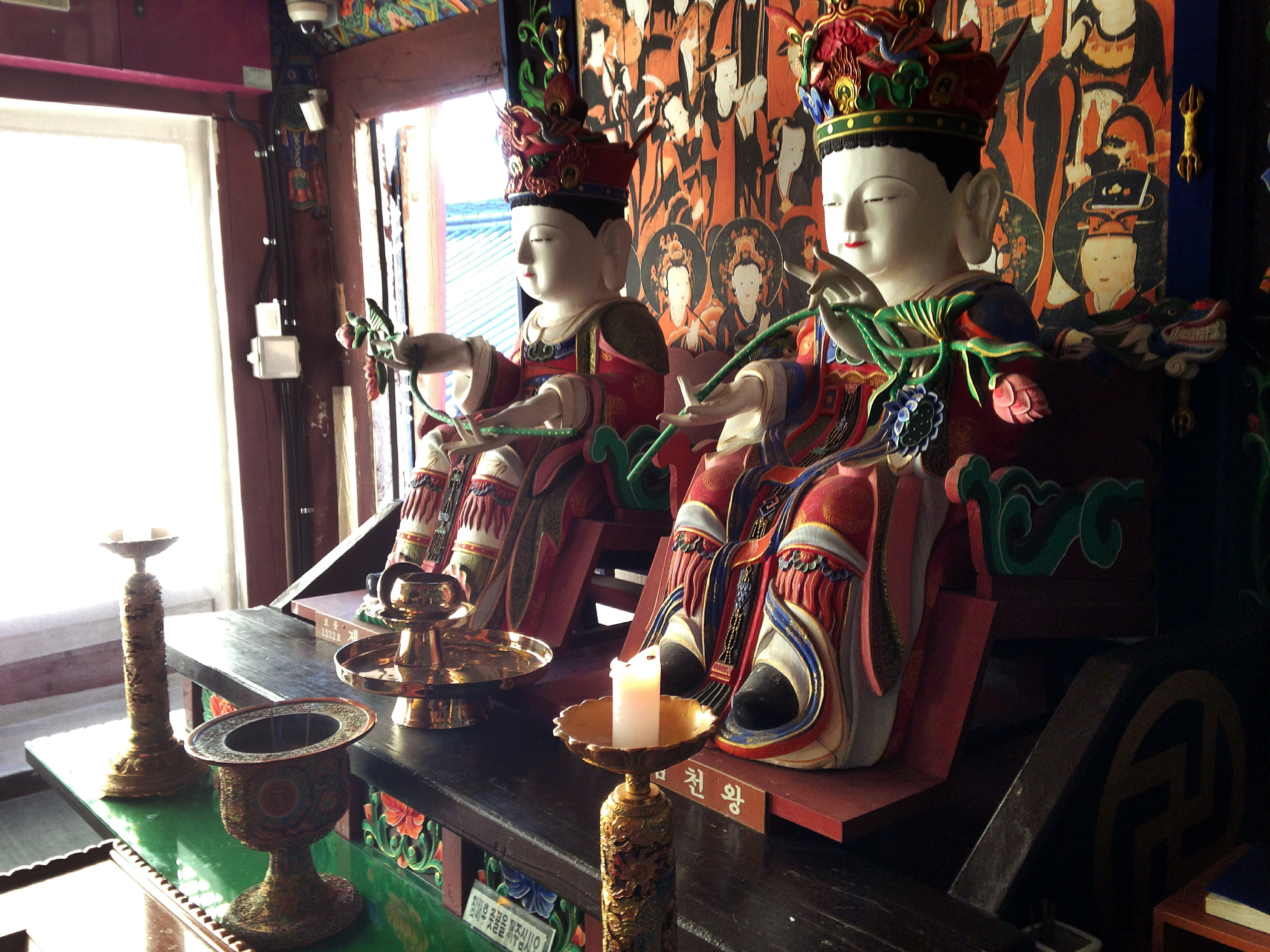
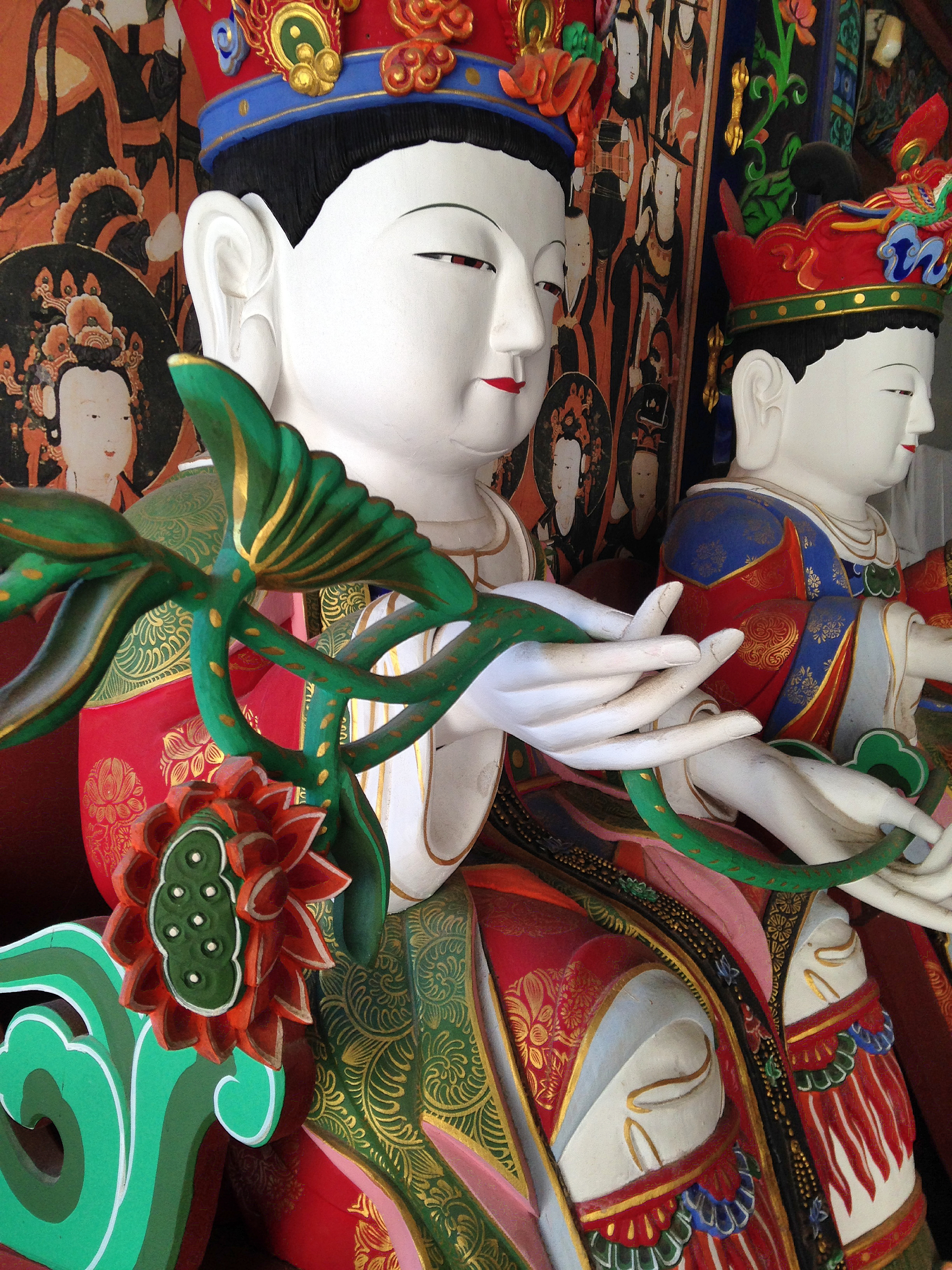

## 참고 자료
- 진주 청곡사 목조제석천·대범천의상 - 국가유산청 국가유산포털